# Нанга (школа живописи)

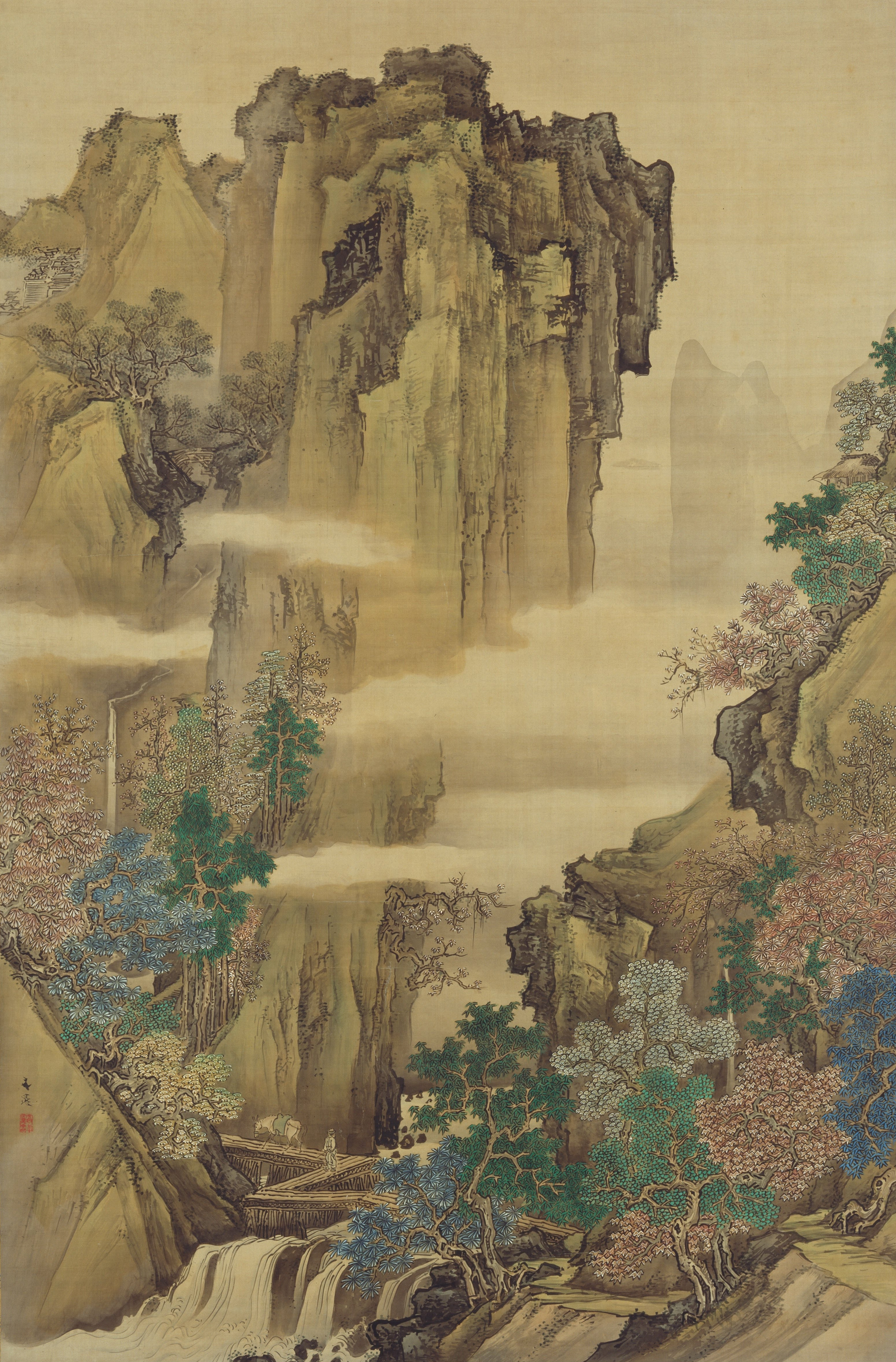
Голубой и зелёный пейзаж, Тани Бунтё, 1822

Нанга (яп. 南画, «южная живопись»), также известна как бундзинга (яп. 文人画, «живопись учёных») — крупная японская школа живописи тушью и водяными красками на шёлке, пик расцвета которой пришёлся на конец периода Эдо; она была популярна среди художников, считавших себя интеллектуалами. Название «нанга» — это сокращение слова «нансюга» (яп. 南宗画), отсылающего к китайской «южной школе» живописи. Характерной особенностью нанга является восхищение китайской культурой учёных мужей. Источником вдохновения для школы нанга была монохромная живопись, обычно исполненная чёрной тушью, иногда с добавлением небольшого количества цвета, почти всегда изображавшая пейзажи или другие традиционные сюжеты.

## История
Китайская живопись интеллектуалов ставила своей целью не натуралистичное изображение природы, а выражение чувств художника, однако в то же время, художник не должен был показывать своей привязанности к картине, он, как интеллектуал, с холодной отрешённостью должен был стоять выше глубокой заботы о своей работе. Вэньжэньхуа как направление в живописи было порождением интеллектуальной мысли, объединив все основные традиционные виды искусства учёных — живопись, каллиграфию и поэзию.
Из-за политики самоизоляции сакоку периода Эдо Япония была почти полностью отрезана от внешнего мира; контакты с Китаем продолжались, но были сильно ограничены. Среди небольшого количества образцов китайского искусства, проникавших в Японию, большинство представляло собой ксилогравюры, картины и работы китайских мастеров, временно живших в Нагасаки. Ввиду ограниченности импорта японские художники зачастую получали не вполне адекватное представление о живописи вэньжэньхуа, включая в свои произведения чуждый для китайских интеллектуалов жанр цветы и птицы. Сюжеты картин школы бундзинга были почти всегда чисто китайскими, важную роль играли не только изображения, но и каллиграфически выполненные надписи. Даже после открытия Японии миру, после которого художники нанга начали включать в свои работы техники западной живописи, предмет изображения оставался скорее китайским; впрочем в период Мэйдзи некоторые мастера бундзинга начали писать людей и экспериментировать с другими нехарактерными для жанра сюжетами.
Художественная форма нанга в значительной степени определялась через отрицание идей других крупных художественных школ, таких как Кано и Тоса. Кроме того, из-за наследного характера японской бюрократии сами японские интеллектуалы не входили в круги работавших на государство интеллектуалов-академиков, каковыми были их китайские коллеги. В то время как китайские интеллектуалы были, по большей части, учёными, стремящиеся быть художниками, японские в свою очередь являлись профессионально обученными художниками, которые стремились быть учёными.
В отличие от других художественных школ, у которых имеются основатели, передававшие свой специфический стиль ученикам и последователям, нанга представляла собой скорее непрерывную традицию, в которой мастера влияли на стиль друг друга, но не были связаны формальными правилами.
Мастер Куваяма Гёкусю (1746—1799) был выдающимся теоретиком японской живописи нанга. В своих трёх книгах — Собрание сочинений Гёкусю, 1790, Скромный комментарий о живописи, 1795 и Скромныe речи по вопросам живописи, 1799 — предложил всем современникам, работавшим в жанре нанга, использовать теории и идеалы, высказанные Дун Цичаном, (1555—1636). В своих работах Куваяма смешивал многоцветные пейзажи, характерные для профессиональных художников, и монохромные пейзажи, характерные для школы бундзинга, также он обновил каноны живописи, установленные Дун Цичаном.
Эрнест Феноллоза и Окакура Какудзо, представившие японское искусство на Западе, считали нанга тривиальным и вторичным стилем, ввиду чего до последнего времени западные искусствоведы почти не уделяли внимания этой школе живописи.

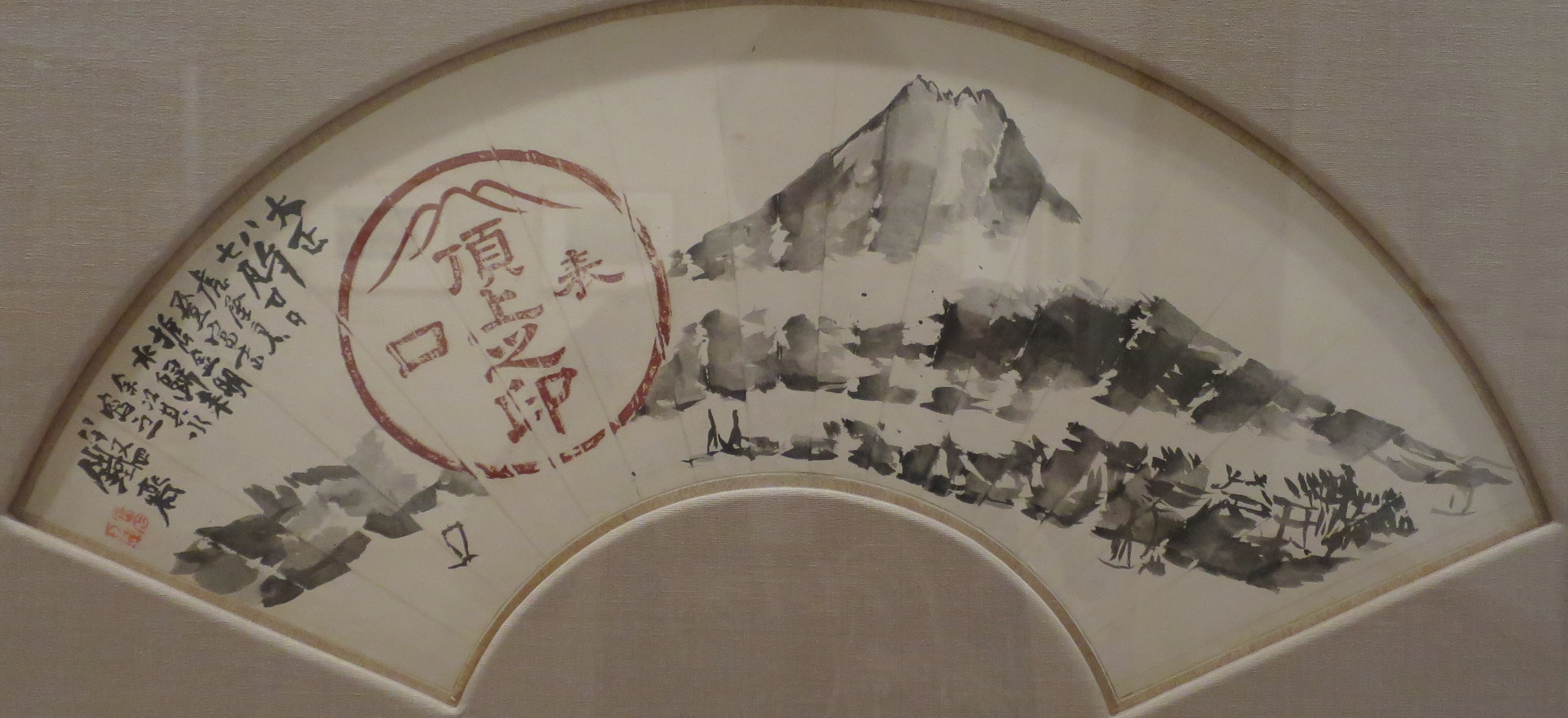
«Вершина Фудзи», Томиока Тэссай

## В других искусствах

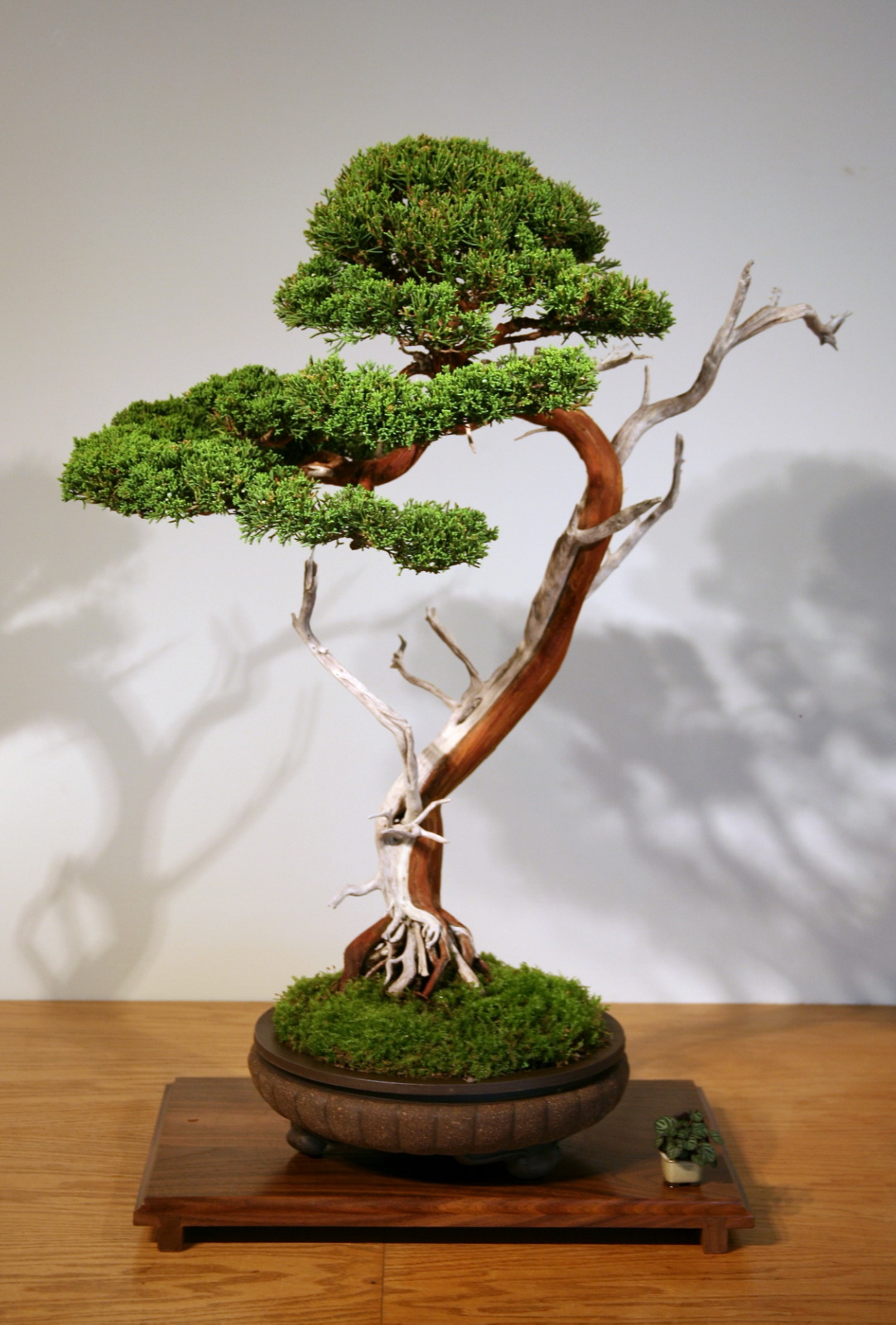
Бундзин-бонсай, можжевельник Сарджента

Существует стиль бонсай, называемый «бундзин» или «бундзинги», представители которого стараются придать растениям форму, изображённую на картинах школы нанга. Характерным примером является дерево с тонким стволом, на котором растёт несколько длинных ветвей с небольшим количеством листвы.

## Известные представители
- Ханабуса Иттё (1652—1724)
- Икэно Тайга (1723—1776)
- Икэ Гёкуран (1727—1784)
- Камэда Босай[англ.] (1752—1826)
- Тани Бунтё (1763—1841)
- Накабаяси Тикуто[яп.] (1776—1853)
- Таномура Тикудэн (1777—1835)
- Ямамото Байицу[яп.] (1783—1856)
- Ватанабэ Кадзан (1793—1841)
- Томиока Тэссай (1837—1924)